# Пригородное муниципальное образование (Саратовская область)
Пригородное муниципальное образование — сельское поселение в Петровском районе Саратовской области Российской Федерации.
Административный центр — посёлок Пригородный.

## История
Статус и границы сельского поселения установлены Законом Саратовской области от 27 декабря 2004 года № 88-ЗСО «О муниципальных образованиях, входящих в состав Петровского муниципального района».

## Население
| 2010  | 2011  | 2012  | 2013  | 2014  | 2015  | 2016  |
| ----- | ----- | ----- | ----- | ----- | ----- | ----- |
| 3138  | ↘3124 | ↘3090 | ↘3044 | ↘2994 | ↘2964 | ↘2939 |
| 2017  | 2018  | 2019  | 2020  | 2021  |       |       |
| ↘2878 | ↘2858 | ↘2837 | ↘2798 | ↘2349 |       |       |

## Состав сельского поселения
| №  | Населённый пункт | Тип населённого пункта          | Население |
| -- | ---------------- | ------------------------------- | --------- |
| 1  | Антиповка        | деревня                         | 42        |
| 2  | Березовка 1-я    | село                            | ↘704      |
| 3  | Бобровка         | село                            | ↘110      |
| 4  | Колки            | село                            | ↘148      |
| 5  | Куст             | посёлок                         | 22        |
| 6  | Липовка          | посёлок                         | 29        |
| 7  | Мирный           | посёлок                         | ↘328      |
| 8  | Новые Бегучи     | деревня                         | 30        |
| 9  | Павловка         | деревня                         | 3         |
| 10 | Пригородный      | посёлок, административный центр | ↘1086     |
| 11 | Седовка          | деревня                         | 42        |
| 12 | Снежный          | посёлок                         | ↘109      |
| 13 | Сосновка 1-я     | деревня                         | 67        |
| 14 | Таволожка        | село                            | ↘418      |